# Waidmühlstein (Hetschburg)

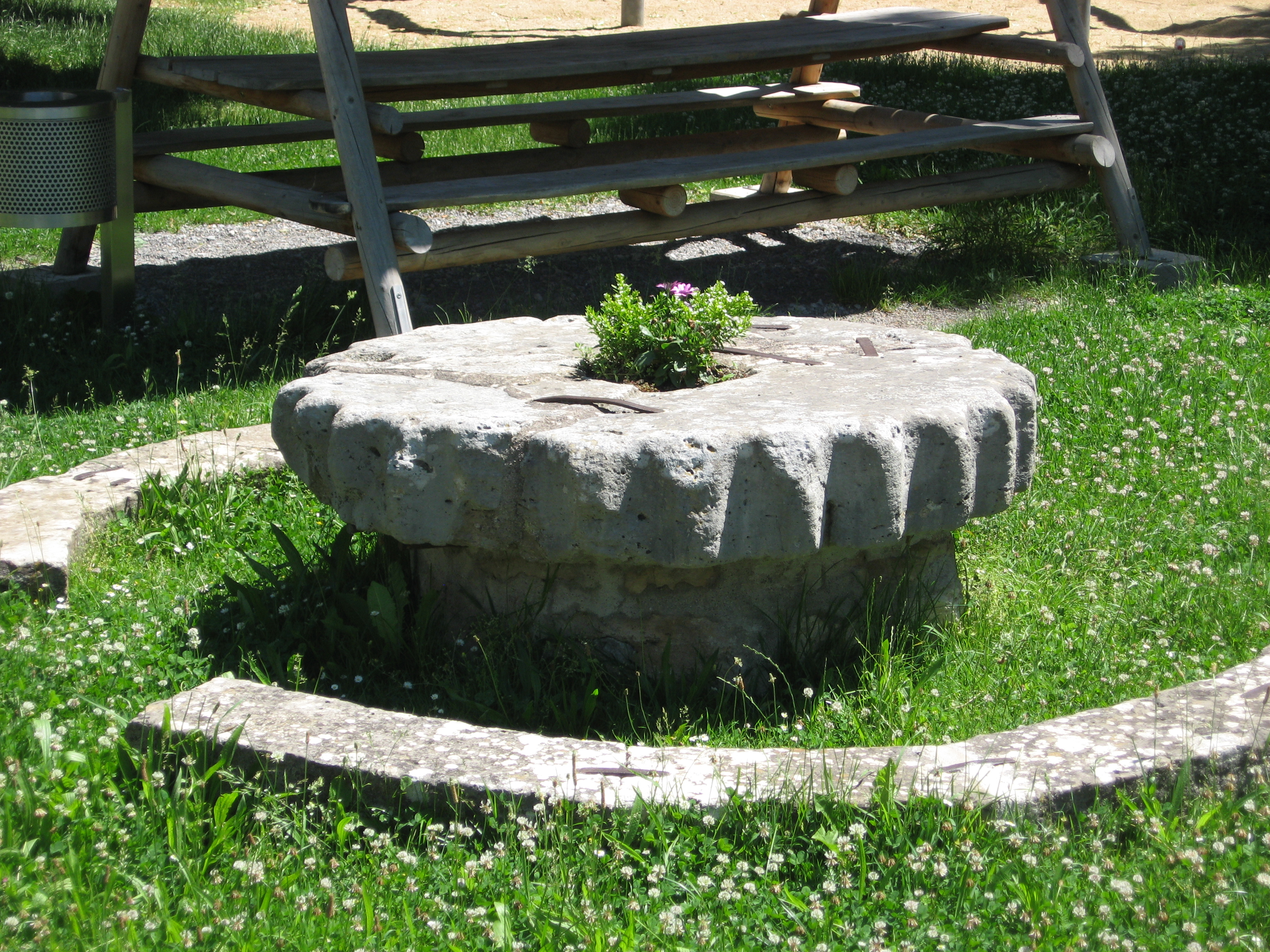
Waidmühlstein in Hetschburg

Der Hetschburger Waidmühlstein Im Dorfe ist ein alter Mühlstein, der neben der Ilmbrücke in der Gemarkung Hetschburg / Flur 1 / Flurstück(e) 8 im Gras liegt.
Die Straßenbezeichnung seiner Lage heißt Im Dorfe. Der Standort der einstigen Waidmühle, zu der er gehörte, lässt sich nur erahnen. Der Waidstein ist der Überrest einer Waidmühle zum Mahlen der Waidpflanze. Die Mühle in Hetschburg war nicht die einzige ihrer Art in der Gegend, da Thüringen ein Zentrum des Waidanbaus war. In Weimar und Erfurt lagen die Haupthandelsplätze für die blauen Farben aus dem Waidbau, wohin die Bauern ihre Ernte brachten, nachdem ihre Pflanzen in der Mühle zerkleinert worden waren. Der Zusammenbruch des Waidhandels kam bereits im 17. Jahrhundert mit dem Import von Indigo, welches billiger und farbintensiver als die Waidfarbe war. Die Waidsteine sind letzter Zeuge des Thüringer Waidbaues.
Unter der Bezeichnung Waidmühlstein steht dieser Stein unter Denkmalschutz.

## Varia
Nicht alle Waidsteine liegen in situ, sondern fanden Verwendung u. a. an Gedenksteinen, auch an Kriegergedenksteinen. Nur ein Beispiel hiervon ist das Gefallenendenkmal in Daasdorf am Berge.